# Розквітівська сільська рада
Ро́зквітівська сільська́ ра́да — орган місцевого самоврядування Розквітівської сільської громади в Березівському районі Одеської області.

## Населення
Згідно з переписом 1989 року населення сільської ради становило 1976 осіб, з яких 905 чоловіків та 1071 жінка.
За переписом населення 2001 року в сільській раді мешкало 1957 осіб.

### Мова
Розподіл населення за рідною мовою за даними перепису 2001 року:
| Мова       | Відсоток |
| ---------- | -------- |
| українська | 83,5 %   |
| російська  | 12,83 %  |
| молдовська | 2,25 %   |
| вірменська | 0,51 %   |
| білоруська | 0,36 %   |
| болгарська | 0,31 %   |
| гагаузька  | 0,2 %    |
| німецька   | 0,05 %   |

## Склад ради
Рада складається з 16 депутатів та голови.
- Голова ради: Кнорр Олександр Анатолійович

### Керівний склад попередніх скликань
| Прізвище, ім'я, по батькові  | Основні відомості                                                 | Дата обрання | Дата звільнення |
| ---------------------------- | ----------------------------------------------------------------- | ------------ | --------------- |
| Кнорр Олександр Анатолійович | Сільський голова, 1953 року народження, освіта вища, позапартійна | 26.03.2006   | 31.10.2010      |
| Кнорр Олександр Анатолійович | Сільський голова, 1953 року народження, освіта вища, безпартійний | 31.10.2010   |                 |

Примітка: таблиця складена за даними сайту Верховної Ради України

### Депутати
За результатами місцевих виборів 2010 року депутатами ради стали:

#### За суб'єктами висування
| Суб'єкт висування | Кількість обраних депутатів | %    |
| ----------------- | --------------------------- | ---- |
| Самовисування     | 9                           | 56,3 |
| Партія регіонів   | 7                           | 43,8 |

#### За округами
| № округу        | Прізвище, ім'я, по батькові       | Дата визнання обраним | Освіта             | Партійна приналежність | Відомості про обраного депутата                 |
| --------------- | --------------------------------- | --------------------- | ------------------ | ---------------------- | ----------------------------------------------- |
| Партія регіонів |                                   |                       |                    |                        |                                                 |
| 2               | Ліщенко Наталя Петрівна           | 02.11.2010            | вища               | член Партії регіонів   | тимчасово не працює                             |
| 4               | Рахнянський Сергій Миколайович    | 02.11.2010            | середня спеціальна | член Партії регіонів   | ТОВ Ім. Посмітного, завідувач автопарку         |
| 6               | Романова Лариса Дмитрівна         | 02.11.2010            | середня спеціальна | член Партії регіонів   | ТОВ Ім. Посмітного, інженер з ОП                |
| 9               | Сенич Володимир Васильович        | 02.11.2010            | вища               | член Партії регіонів   | приватний підприємець                           |
| 11              | Щенявський Сергій Йосипович       | 02.11.2010            | середня спеціальна | член Партії регіонів   | ТОВ ім. Посмітного, охоронець                   |
| 12              | Лабінська Раїса Яківна            | 02.11.2010            | середня            | член Партії регіонів   | Котовський сільський клуб, завідувачка          |
| 16              | Грінченко Володимир Володимирович | 02.11.2010            | середня            | член Партії регіонів   | пенсіонер                                       |
| Самовисування   |                                   |                       |                    |                        |                                                 |
| 1               | Підцерковний Анатолій Андрійович  | 02.11.2010            | середня спеціальна | позапартійний          | фермерське господарство «ІМПУЛЬС», електрик     |
| 3               | Посмітний Макар Іванович          | 02.11.2010            | вища               | позапартійний          | приватний підприємець                           |
| 5               | Киянчук Валентина Олександрівна   | 02.11.2010            | середня спеціальна | позапартійна           | приватний підприємець                           |
| 7               | Надимський Олександр Васильович   | 02.11.2010            | вища               | позапартійний          | Розквітівська сільська рада, головний бухгалтер |
| 8               | Журик Любов Дмитрівна             | 02.11.2010            | вища               | позапартійна           | Розквітівська ветеринарна аптека, завідувачка   |
| 10              | Бердар Наталя Петрівна            | 02.11.2010            | середня спеціальна | позапартійна           | ТОВ ім. Посмітного, завідувачка гарманом        |
| 13              | Павлішинець Жанна Яківна          | 02.11.2010            | середня спеціальна | позапартійна           | ТОВ ім. Посмітного, головний бухгалтер          |
| 14              | Шумко Ольга Олександрівна         | 02.11.2010            | вища               | позапартійна           | Розквітівське поштове відділення, листоноша     |
| 15              | Тукан Панас Ілліч                 | 02.11.2010            | середня            | позапартійний          | Розквітівський комунгосп, сантехнік             |